# Pistolet maszynowy Halcon ML-63
Halcon ML-63 (Pistola ametralladora Halcón, Modelo Liviano 1963) – argentyński pistolet maszynowy skonstruowany w 1963 roku. Armia argentyńska użyła go podczas wojny falklandzkiej. Przez policję argentyńską był używany do przełomu lat 80. i 90. XX wieku.
Halcon ML-63 był bronią samoczynno-samopowtarzalna działającą na zasadzie odrzutu zamka swobodnego. Broń strzelała z zamka zamkniętego. Rękojeść przeładowania znajdowała się po prawej stronie komory zamkowej i była ruchoma podczas strzelania. Lufa zakończona masywnym urządzeniem wylotowym. Broń wyposażona w mechanizm spustowy z dwoma językami; przedni służył do strzelania ogniem pojedynczym, tylny seriami. Magazynki dwurzędowe, o pojemności 20 lub 42 naboi. Przedłużone gniazdo magazynka pełniło funkcję przedniego chwytu Przyrządy celownicze mechaniczne składają się z muszki i przerzutowego celownika o nastawach 50 i 100 m. Kolba wysuwana z drutu, rzadziej stała drewniana.